# Dirphya acutipennis
Dirphya acutipennis là một loài bọ cánh cứng trong họ Cerambycidae.